# Брунеј на Летњим олимпијским играма 1988.
Брунеј је први пут учествовао на Летњим олимпијским играма 1988. у Сеулу у Јужној Кореји. Представљао га је само један званичник. Спортисти су први пут учествовали осам година касније на Играма 1996. у Атланти.